# U.S. Bancorp
U.S. Bancorp är en amerikansk multinationell bankkoncern tillika holdingbolag som erbjuder olika sorters finansiella tjänster till 18,7 miljoner kunder världen över. De rankades 2017 som världens 109:e största publika bolag.
De grundades den 9 september 1968 när banken U.S. National Bank of Oregon beslutade att starta ett holdingbolag med namnet U.S. Bancorp.
För 2017 hade de en omsättning på omkring $22 miljarder och en personalstyrka på 74 000 anställda. Deras huvudkontor ligger i Minneapolis i Minnesota.